# Coleophora icarella
Coleophora icarella é uma espécie de mariposa do gênero Coleophora pertencente à família Coleophoridae.